# Koibla Djimasta
Koibla Djimasta (1950 – 30 gennaio 2007) è stato un politico ciadiano.
È stato Primo ministro del Ciad dall'aprile 1995 al maggio 1997.